# 星叶丝瓣芹
星叶丝瓣芹（学名：Acronema astrantiifolium）为伞形科丝瓣芹属的植物，为中国的特有植物。分布在中国大陆的云南、四川等地，生长于海拔2,800米至4,200米的地区，多生长在山坡林下或高山草坡，目前尚未由人工引种栽培。